# Causus
Causus é um género de víboras venenosas encontradas apenas na África Subsariana. Até há pouco tempo este grupo era considerado entre os membros mais primitivos da família Viperidae com base na escamação da cabeça, oviparidade, aparelho venenoso, e porque têm pupilas redondas. Contudo, esta consideração é refutada por estudos moleculares recente. Actualmente são reconhecidas sete espécies. São vulgarmente conhecidas como víboras-nocturnas.

## Descrição
Trata-se de serpentes relativamente corpulentas, com comprimento total sempre inferior a 1 metro.
Ao contrário da maioria das víboras, nas quais a cabeça é distinta do pescoço e coberta por pequenas escamas, no caso de Causus a cabeça é apenas ligeiramente distinta do pescoço e coberta por 9 grandes escudos simétricos. Adicionalmente, os olhos têm pupilas redondas em vez de elípticas como é o caso das restantes víboras. A escama rostral é ampla, por vezes pontiaguda ou revirada. A narina situa-se entre duas nasais e uma internasal. As escamas frontais e supraoculares são longas. Está presente uma escama loreal, separando as escamas nasais e pré-oculares. As suboculares encontram-se separadas das supralabiais. A mandíbula possui elementos espleniais e angulares.
As presas são também diferentes. Ao contrário de outras víboras, não ocorre movimento de dobradiça onde os ossos pré-frontais articulam com o frontal. Contudo, uma vez que os ossos maxilares rodam quase tão longe, as presas podem ainda assim ser levantadas. As presas propriamente ditas são relativamente curtas. Está também presente ao longo da presa, uma linha delgada, ou sutura, devida ao fecho incompleto do canal da presa.
O corpo é cilíndrico ou ligeiramente deprimido moderadamente esbelto. As escamas dorsais são suaves ou ligeiramente enquilhadas com fossas apicais. As escamas ventrais são arredondadas e a placa anal é única. A caudal é curta, e as subcaudais podem ser tanto únicas como ocorrer aos pares.
Entre os viperídeos, outra característica única deste género é o facto de várias espécies possuírem glândulas de veneno que não estão confinadas à zona temporal como na maioria das víboras, sendo pelo contrário excepcionalmente longas, estendendo-se ao longo do pescoço. Estas glândulas de veneno, situadas em ambos lados da coluna vertebral, podem ter até 10 cm de comprimento, estando ligadas às presas por meio de ductos bastante compridos.
Outras diferenças internas distinguem o género Causus: possuem rins excepcionalmente compridos, um pulmão traqueal bem desenvolvido com duas artérias traqueais, e o fígado sobreposto à extremidade do coração.

## Distribuição geográfica
As espécies de Causus são encontradas na África Subsariana.

## Comportamento
Apesar do seu nome comum, este género está activo tanto durante o dia como durante a noite. Quando perturbadas, silvam e sopram ferozmente. Podem erguer a primeira parte dos seus corpos (incluindo a cabeça) em espiral e efectuar um poderoso ataque de varrimento; sabe-se que alguns juvenis podem inclusivamente abandonar o solo. Outros espécimes podem levantar a primeira parte dos seus corpos do solo, achatando o pescoço e movendo-se para diante exibindo a língua, como uma pequena cobra. Estes ataques frenéticos são geralmente combinados com tentativas de fugir rapidamente deslizando.

## Alimentação
A sua dieta consiste quase exclusivamente de sapos e rãs. Existem relatos de gula; quando as presas são abundantes, podem comer até serem literalmente incapazes de engolir mais comida.

## Reprodução
Todas as espécies de Causus põem ovos (ovíparas), o que entre as víboras é considerada uma característica mais primitiva, embora não seja única. A postura média consiste de aproximadamente duas dúzias de ovos que necessitam um período de incubação de quatro meses aproximadamente. Os recém-nascidos têm comprimento total entre 10 e 12.5  cm.

## Veneno
Apesar das suas glândulas de veneno de grande tamanho, as víboras-nocturnas nem sempre as utilizam para dominar as suas presas. O veneno actuaria de froma suficientemente rápida, mas frequentemente simplesmente agarram e engolem as suas presas.
O veneno de Causus é menos poderoso que o das víboras-sopradoras. O envenenamento em humanos normalmente causa apenas dor localizada e inchaço. O tratamento com antiveneno não é geralmente necessário. Ainda assim, sabe-se que o soro polivalente sul-africano é eficaz contra o veneno de pelo menos duas espécies. Contudo, o envenenamento pode ser muito sério e em pelo menos um caso uma criança que foi mordida teve que ser sujeita a uma fasciotomia. Conhecem-se vários casos de pequenos cães que morreram ou tiveram membros amputados devido a mordeduras desta serpente. O perigo destas serpentes não deve ser subestimado pois a mordedura de um indivíduo grande a uma criança pequena pode ser potencialmente fatal.
Não se têm registos recentes de fatalidades causadas por estas espécies. Relatos anteriores de fatalidades baseavam-se em evidências circunstanciais; a espécie responsável provavelmente foi incorrectamente identificada ou os casos foram muito mal geridos.

## Espécies
| Espécie           | Autoridade           | Nome vulgar                         | Distribuição geográfica                                           |
| ----------------- | -------------------- | ----------------------------------- | ----------------------------------------------------------------- |
| C. bilineatus     | Boulenger, 1905      | Víbora-nocturna-bilineada           | África em Angola, Zâmbia, e sul da RD Congo                       |
| C. defilippii     | (Jan, 1863)          |                                     | Sudeste da África                                                 |
| C. lichtensteinii | (Jan, 1859)          | Víbora-nocturna-de-lichtenstein     | África Equatorial desde a Zâmbia e Camarões até à Costa do Marfim |
| C. maculatus      | (Hallowell, 1842)    | Víbora-nocturna-da-áfrica-ocidental | Maior parte da África Subsariana a norte do equador               |
| C. rasmusseni     | (Broadley, 2014)     |                                     | Zâmbia                                                            |
| C. resimus        | (W. Peters, 1862)    | Víbora-nocturna-verde               | Maior parte da África equatorial                                  |
| C. rhombeatusT    | (Lichtenstein, 1823) | Víbora-nocturna-comum               | África Subsariana                                                 |

T) Espécie-tipo.

## Taxonomia
Uma tendência de há muito tempo entre os herpetólogos era a de fazer suposições sobre a posição filogenética deste grupo. McDiarmid et al. sugeriam que o consenso entre os peritos em 1999 era de que o género Causus era basal para todos os viperídeos, pelo que se justificava uma subfamília separada. Contudo, dois estudos filogenéticos moleculares recentes demonstraram que não só Causus não é basal para todos os viperídeos, mas também que parece estar entre os viperinos. Consequentemente, o reconhecimento da subfamília Causinae é incorrecto.